# Volvo S60
El Volvo S60 y V60 es un automóvil de turismo del segmento D producido por el fabricante sueco Volvo desde el año 2000. Es un cinco plazas con motor delantero transversal y tracción delantera o a las cuatro ruedas. El primer S60 es la versión con carrocería sedán de cuatro puertas, y el Volvo V70 de 2.ª generación  es la de carrocería familiar de cinco puertas, disponible en la segunda generación del modelo. Como indica su nombre, el modelo se sitúa en la gama de Volvo entre el Volvo S40 y el Volvo S80. Sus principales rivales son los Audi A4, BMW Serie 3, Mercedes-Benz Clase C, Saab 9-3, Jaguar X-Type y Lexus IS.

## Primera generación (2000-2010)
La primera generación del S60 está basada en la misma plataforma  que la segunda generación del Volvo V70. De hecho, su frontal y gama de motores y equipamientos son idénticos.

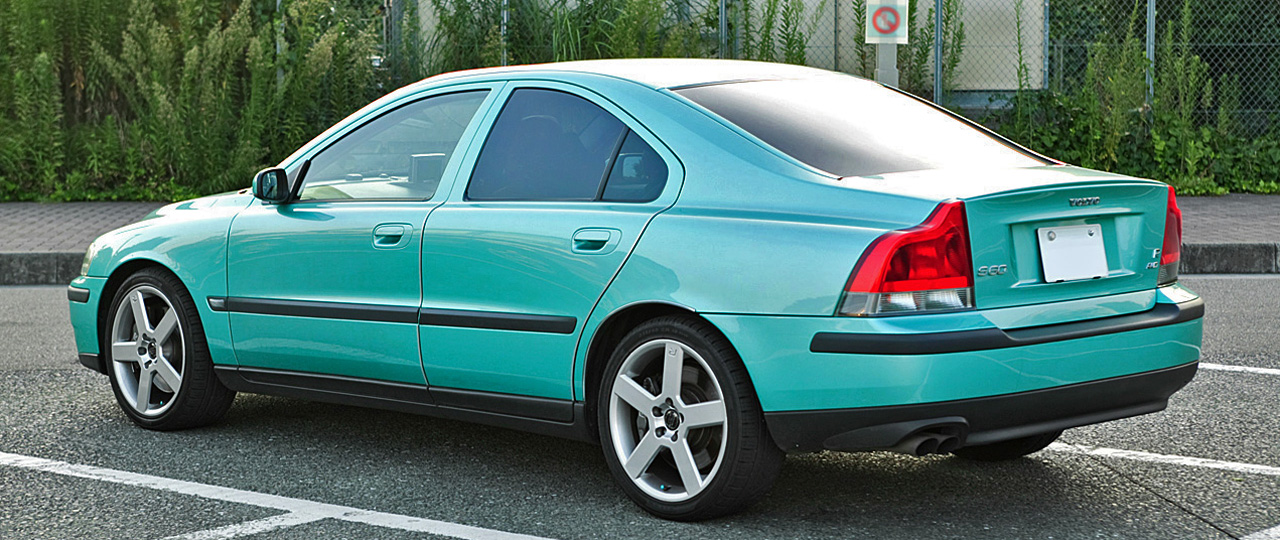
Volvo S60R (2003–2007)

Todos los motores son de cinco cilindros en línea. Los gasolina son un 2.4 litros en versiones atmosférica de 140 o 170 CV y con turbocompresor de 200 CV, un 2.0 litros con turbocompresor de 180 o 226 CV, un 2.3 con turbocompresor de 250 CV y un 2.5 litros con turbocompresor de bajo soplado de 210 CV. Este 2.5 en la versión R llega hasta los 300 CV. El único diésel es un 2.4 litros de 126, 130, 163 o 185 CV, con turbocompresor, inyección directa common-rail e intercooler.
El primer S60 estaba disponible en tracción delantera y en tracción total AWD con diferencial Haldex.

## Segunda generación (2010-2019)
El S60 de segunda generación se presentó como prototipo en el Salón del Automóvil de Detroit de 2009. La versión de producción se mostró por primera vez en el Salón del Automóvil de Ginebra de 2010, y se puso a la venta en el tercer trimestre de ese año. Usa la misma plataforma del Ford Mondeo, el Volvo XC60, el S80 y el V70 actuales.
Los motores gasolina son un cuatro cilindros de 1.6 litros y 150 o 180 CV, un cuatro cilindros de 2.0 litros y 203 o 240 CV, y un seis cilindros de 3 litros y 304 CV. Asimismo, los diésel son un 1.6 litros de 115 CV, un cinco cilindros de 2.0 litros y 163 CV, y un cinco cilindros de 2.4 litros y 205 CV. Un diésel 2.0 biturbo de 150cv y un diésel 2.0 biturbo de 190cv (a partir del 2015).

## Tercera generación (2019)
La producción comenzó a finales de 2018 en Ridgeville, Carolina del Sur. Una planta de 2,3 millones de pies cuadrados construirá aproximadamente 60.000 vehículos por año para los mercados de Estados Unidos y de exportación. La capacidad puede ir hasta 100.000 vehículos por año si la demanda lo requiere. La planta es la sexta de Volvo, que une dos sitios europeos, dos chinos y uno malayo. Se espera que haya alrededor de 2.000 trabajadores en la planta. En abril de 2017, la empresa de construcción completó la construcción del casco del complejo.
El S60 de tercera generación tiene el tren de potencia híbrido y es uno de los cinco nuevos modelos eléctricos lanzados en 2019 con el V60 de segunda generación y un coupé deportivo totalmente eléctrico. La tercera generación del S60 y V60 también estarán disponibles como modelos Polestar.

## Híbrido enchufable
Volvo ha desvelado en el Salón de Ginebra en marzo de 2011, la versión  híbrida enchufable diésel de su V60 familiar, que estará a la venta en Europa.